# Coupe Vanderbilt 1906
La Coupe Vanderbilt 1906 est un Grand Prix qui s'est tenu à Long Island aux Etats-Unis le 6 octobre 1906. Après plus de 4 heures de course, l'épreuve est neutralisée à la suite de l'invasion de la piste par la foule.

## Classement de la course
| Pos. | no | Pilote               | Châssis               | Tours | Temps/Abandon     |
| 1    | 10 | Louis Wagner         | Darracq 120 hp        | 10    | 4 h 50 min 10 s 0 |
| 2    | 4  | Vincenzo Lancia      | FIAT 130 hp           | 10    | 4 h 53 min 28 s 0 |
| 3    | 18 | Arthur Duray         | Lorraine-Dietrich     | 10    | 4 h 53 min 44 s 0 |
| 4    | 15 | Albert Clément       | Clément-Bayard 100 hp | 10    | 5 h 01 min 59 s 8 |
| 5    | 3  | Camille Jenatzy      | Mercédès 120          | 10    | 5 h 04 min 38 s 0 |
| 6    | 8  | Felice Nazzaro       | FIAT 130 hp           | 9     | + 1 tour          |
| 7    | 12 | Alessandro Cagno     | Itala 120 hp          | 9     | + 1 tour          |
| 8    | 1  | Hubert Le Blon       | Thomas                | 9     | + 1 tour          |
| 9    | 2  | George Heath         | Panhard 130           | 8     | + 2 tours         |
| 10   | 9  | Joe Tracy            | Locomobile            | 8     | + 2 tours         |
| 11   | 7  | Karl Klaus Luttgen   | Mercédès 120          | 8     | + 2 tours         |
| 12   | 19 | Maurice Fabry        | Itala 120 hp          | 7     | + 3 tours         |
| 13   | 17 | John Walter Christie | Christie              | 7     | + 3 tours         |
| 14   | 14 | H.N. Harding         | Haynes                | 7     | + 3 tours         |
| Abd. | 6  | Elliot Shepard       | Hotchkiss HH          | 6     | Vilebrequin       |
| Abd. | 5  | Frank Lawell         | Frayer-Miller         | 4     | Vilebrequin       |
| Abd. | 16 | Aldo Weilschott      | FIAT 130 hp           | 0     | Accident          |
| Np.  | 11 | Foxhall Keene        | Mercédès 120          |       |                   |

- Légende: Abd.=Abandon - Dsq.=Disqualifié - Np.=Non partant.

## Pole position et record du tour
- Pole position : ?
- Meilleur tour en course : ?